# キーンランドカップ
キーンランドカップ（Keeneland Cup）は、日本中央競馬会（JRA）が札幌競馬場で施行する中央競馬の重賞競走（GIII）である。
競走名の「キーンランド（Keeneland）」はアメリカ合衆国のケンタッキー州レキシントンにある馬産地で、キーンランド競馬場も所在する。
正賞はキーンランド協会賞、札幌馬主協会会長賞。

## 概要
1996年に4歳（現3歳）以上の競走馬によるオープン特別競走として創設され、札幌競馬場の芝1000mで施行された。その後、競走条件や距離の変更を経て、2006年に年間を通じた短距離路線の整備が行われたことに伴い、本競走はGIIIに格付けされサマースプリントシリーズの第4戦（2012年からは第5戦）に指定された。第1回から外国産馬が出走可能なほか、指定交流競走として地方競馬所属馬もスプリンターズステークスの出走候補馬3頭に出走資格が与えられた。2009年からは国際競走に指定され、外国馬の出走も可能になった。
サマースプリントシリーズのシリーズ優勝を目指す馬にとっても重要な競走となっており、本競走の優勝馬からはワンカラット（2010年）、パドトロワ（2012年）、サトノレーヴ（2024年）がシリーズチャンピオンとなっている。
従前から地方競馬所属馬には2着以内の入着馬にスプリンターズステークスへの優先出走権が与えられていたが、2014年より中央・地方の所属を問わず、本競走の1着馬にはスプリンターズステークスの優先出走権が与えられるようになった。

### 競走条件
2023年の内容は以下の通り。
出走資格：サラ系3歳以上
- JRA所属馬
- 地方競馬所属馬（後述）
- 外国調教馬（優先出走）

負担重量：別定
- 3歳55kg、4歳以上57kg、牝馬2kg減
  - 2022年8月27日以降のGI競走（牝馬限定競走を除く）1着馬は2kg増、牝馬限定GI競走またはGII競走（牝馬限定競走を除く）1着馬は1kg増（ただし2歳時の成績を除く）
  - 2022年8月26日以前のGI競走（牝馬限定競走を除く）1着馬は1kg増（ただし2歳時の成績を除く）

スプリンターズステークスのステップ競走に指定されており、地方競馬所属馬はスプリンターズステークスの出走候補馬（3頭まで）に優先出走が認められている。また、本競走で2着以内の成績を収めた地方競馬所属馬はスプリンターズステークスの優先出走権が与えられる。

### 賞金
2023年の1着賞金は4300万円で、以下2着1700万円、3着1100万円、4着650万円、5着430万円。

## 歴史
- 1996年 - 4歳以上の馬によるオープン競走として創設、札幌競馬場の芝1000mで施行。
- 2000年
  - 距離を現行と同じ芝1200mに変更。
  - 指定交流競走に変更。
  - 負担重量をハンデキャップに変更。
- 2001年 - 馬齢表示の国際基準への変更に伴い、出走条件を「3歳以上」に変更。
- 2002年 - 1000万下条件に変更。
- 2006年
  - 重賞（GIII[注 1]）に格付け。
  - 負担重量を別定に変更。
  - サマースプリントシリーズに指定。
- 2007年
  - 日本のパートI国昇格に伴い、格付表記をJpnIIIに変更。
  - 馬インフルエンザの影響により、中央競馬所属馬のみで施行。
- 2009年
  - 国際競走に変更され、外国調教馬が8頭まで出走可能となる。
  - 格付表記をGIII（国際格付）に変更。
- 2014年
  - この年から本競走の1着馬にスプリンターズステークスへの優先出走権が付与される。
  - 別定重量の加算基準を変更。
- 2020年 - 新型コロナウイルスの感染拡大防止のため、「無観客競馬」として実施[7]。

### 歴代優勝馬
優勝馬の馬齢は、2000年以前も現行表記に揃えている。
コース種別を記載していない距離は、芝コースを表す。
| 回数   | 施行日        | 競馬場 | 距離  | 優勝馬             | 性齢 | タイム | 優勝騎手   | 管理調教師 | 馬主                                 |
| ------ | ------------- | ------ | ----- | ------------------ | ---- | ------ | ---------- | ---------- | ------------------------------------ |
| 第1回  | 2006年8月27日 | 札幌   | 1200m | チアフルスマイル   | 牝6  | 1:08.4 | 岩田康誠   | 池江泰郎   | （株）アカデミー                     |
| 第2回  | 2007年8月26日 | 札幌   | 1200m | クーヴェルチュール | 牝3  | 1:08.6 | 横山典弘   | 国枝栄     | （株）ヒダカ・ブリーダーズ・ユニオン |
| 第3回  | 2008年8月31日 | 札幌   | 1200m | タニノマティーニ   | 牡8  | 1:07.9 | 秋山真一郎 | 須貝彦三   | 谷水雄三                             |
| 第4回  | 2009年8月30日 | 札幌   | 1200m | ビービーガルダン   | 牡5  | 1:08.4 | 安藤勝己   | 領家政蔵   | （有）坂東牧場                       |
| 第5回  | 2010年8月29日 | 札幌   | 1200m | ワンカラット       | 牝4  | 1:08.4 | 藤岡佑介   | 藤岡健一   | 青山洋一                             |
| 第6回  | 2011年8月28日 | 札幌   | 1200m | カレンチャン       | 牝4  | 1:08.6 | 池添謙一   | 安田隆行   | 鈴木隆司                             |
| 第7回  | 2012年8月26日 | 札幌   | 1200m | パドトロワ         | 牡5  | 1:07.6 | 安藤勝己   | 鮫島一歩   | 吉田照哉                             |
| 第8回  | 2013年8月25日 | 函館   | 1200m | フォーエバーマーク | 牝5  | 1:11.7 | 村田一誠   | 矢野英一   | 青山洋一                             |
| 第9回  | 2014年8月31日 | 札幌   | 1200m | ローブティサージュ | 牝4  | 1:09.0 | 三浦皇成   | 須貝尚介   | （有）シルク                         |
| 第10回 | 2015年8月30日 | 札幌   | 1200m | ウキヨノカゼ       | 牝5  | 1:08.6 | 四位洋文   | 菊沢隆徳   | 國分純                               |
| 第11回 | 2016年8月28日 | 札幌   | 1200m | ブランボヌール     | 牝3  | 1:08.5 | 戸崎圭太   | 中竹和也   | 前田葉子                             |
| 第12回 | 2017年8月27日 | 札幌   | 1200m | エポワス           | セ9  | 1:09.0 | C.ルメール | 藤沢和雄   | 多田信尊                             |
| 第13回 | 2018年8月26日 | 札幌   | 1200m | ナックビーナス     | 牝5  | 1:09.4 | J.モレイラ | 杉浦宏昭   | 小松欣也                             |
| 第14回 | 2019年8月25日 | 札幌   | 1200m | ダノンスマッシュ   | 牡4  | 1:09.2 | 川田将雅   | 安田隆行   | （株）ダノックス                     |
| 第15回 | 2020年8月30日 | 札幌   | 1200m | エイティーンガール | 牝4  | 1:10.6 | 坂井瑠星   | 飯田祐史   | 中山泰志                             |
| 第16回 | 2021年8月29日 | 札幌   | 1200m | レイハリア         | 牝3  | 1:09.1 | 亀田温心   | 田島俊明   | （株）ヒダカ・ブリーダーズ・ユニオン |
| 第17回 | 2022年8月28日 | 札幌   | 1200m | ヴェントヴォーチェ | 牡5  | 1:09.1 | C.ルメール | 牧浦充徳   | エデンアソシエーション               |
| 第18回 | 2023年8月27日 | 札幌   | 1200m | ナムラクレア       | 牝4  | 1:09.9 | 浜中俊     | 長谷川浩大 | 奈村睦弘                             |
| 第19回 | 2024年8月25日 | 札幌   | 1200m | サトノレーヴ       | 牡5  | 1:07.9 | D.レーン   | 堀宣行     | 里見治                               |

#### 2005年までの優勝馬
| 施行日        | 競馬場 | 距離  | 条件     | 優勝馬             | 性齢 | タイム | 優勝騎手   | 管理調教師 | 馬主                             |
| ------------- | ------ | ----- | -------- | ------------------ | ---- | ------ | ---------- | ---------- | -------------------------------- |
| 1996年6月23日 | 札幌   | 1000m | オープン | オギティファニー   | 牝5  | 0:56.5 | 郷原洋司   | 郷原洋行   | （株）荻伏牧場レーシング・クラブ |
| 1997年8月24日 | 札幌   | 1000m | オープン | エーピーライ       | 牡5  | 0:57.2 | 安田康彦   | 武田博     | （株）デルマークラブ             |
| 1998年8月30日 | 札幌   | 1000m | オープン | スーパーナカヤマ   | 牡4  | 0:58.1 | 田中勝春   | 小西一男   | （株）信和商会                   |
| 1999年8月29日 | 札幌   | 1000m | オープン | シンボリスウォード | 牡4  | 0:58.5 | 岡部幸雄   | 藤沢和雄   | シンボリ牧場                     |
| 2000年8月27日 | 札幌   | 1200m | オープン | メジロダーリング   | 牝4  | 1:09.5 | 武幸四郎   | 大久保洋吉 | （有）メジロ牧場                 |
| 2001年8月26日 | 札幌   | 1200m | オープン | エピグラフ         | 牡4  | 1:09.4 | 松永幹夫   | 山内研二   | 横山秀男                         |
| 2002年8月10日 | 札幌   | 1200m | 1000万下 | ブルーショットガン | 牡3  | 1:09.5 | 松永幹夫   | 武宏平     | （株）荻伏レーシング・クラブ     |
| 2003年8月16日 | 札幌   | 1200m | 1000万下 | タカオルビー       | 牝3  | 1:08.4 | 菊沢隆徳   | 柴崎勇     | （株）寺田工務店                 |
| 2004年8月29日 | 札幌   | 1200m | 1000万下 | ロードダルメシアン | 牡5  | 1:09.3 | 松永幹夫   | 伊藤正徳   | （株）ロードホースクラブ         |
| 2005年8月28日 | 札幌   | 1200m | 1000万下 | モアザンベスト     | 牝3  | 1:08.9 | 五十嵐冬樹 | 二ノ宮敬宇 | 飯田政子                         |